# Kühlhaus

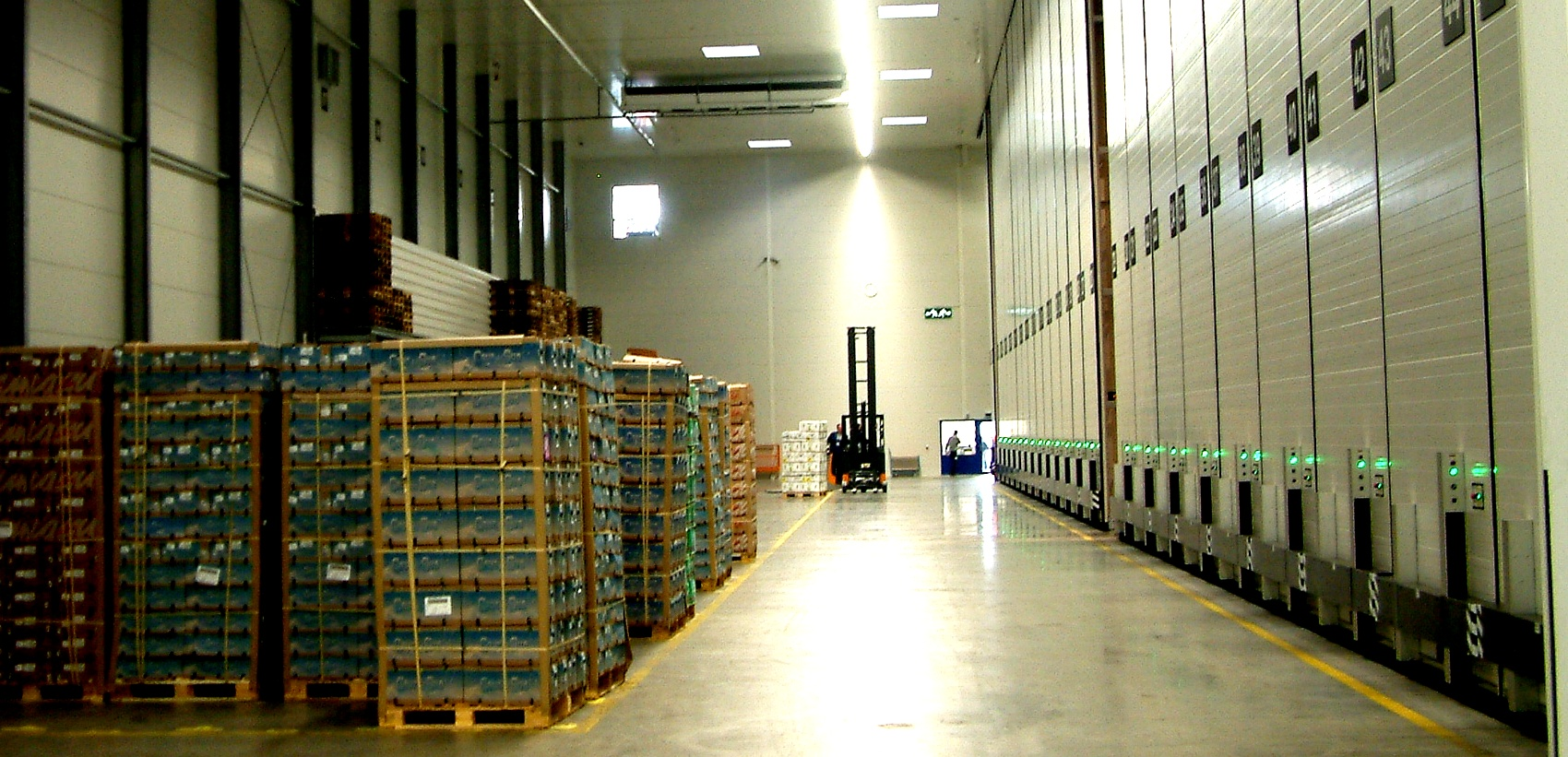
Kühlhaus für Früchte und Gemüse

Ein Kühlhaus ist ein Lagerhaus, in dem künstlich eine Temperatur erzeugt wird, die üblicherweise unter der Umgebungstemperatur liegt.
Die Innentemperatur ist dabei abhängig vom zu lagernden Gut. Eine bekannte Anwendung ist die Lagerung von Lebensmitteln, um sie zu konservieren, beispielsweise Tiefkühlkost, die bei Minustemperaturen gelagert werden. Einheimische Gemüse und Früchte werden um 0 °C gelagert und tropische und subtropische Früchte um 5 bis 13 °C.
Kühlhäuser werden jedoch auch für technische Produkte genutzt, beispielsweise um chemische Stoffe bei einer Temperatur zu lagern, die der Verarbeitungstemperatur entspricht oder um chemische Reaktionen zu verlangsamen (z. B. bei Prepregs). Besonders häufig sind solche Kühlhäuser in wärmeren Breitengraden anzutreffen.

## Geschichte und Gegenwart
Das heutige Kühlhaus ist die technische Entwicklung des Eishauses, welches nicht mit künstlicher Kühlung, sondern mit Kühlung durch eine große Masse von Natureis funktioniert.
Die ersten Kühlhäuser waren so genannte Eiskeller. Sie wurden im Winter mit großen Eismengen, meist aus zugefrorenen Gewässern, gefüllt, die über den Sommer abschmolzen und eine kühle Lagerung von Lebensmitteln und Getränken ermöglichten. Bis etwa 1950 wurden in dieser Weise auch Eisschränke im Hausgebrauch betrieben, die durch angeliefertes Eis gekühlt wurden.
Als durch das ab 1876 entwickelte Linde-Verfahren ein technisches Verfahren zur Kühlung verfügbar war, entstand auch die Grundlage für die Einrichtung von Kühlhäusern. Erst später waren Kühlschränke für den Hausgebrauch technisch ausgereift und allgemein erschwinglich.
Dank größerem Maßstab, also weniger Oberfläche pro Volumen und dickerer Isolierschicht können Kühl- bzw. Tiefkühlhäuser im Betrieb eine höhere Effizienz (Stromverbrauch pro Nutzvolumen) erreichen als zeitgenössische Kühlschränke oder Tiefkühltruhen.
Der Verband Deutscher Kühlhäuser und Kühllogistikunternehmen ist in Deutschland der Branchenverband der Kühlhausbetreiber.

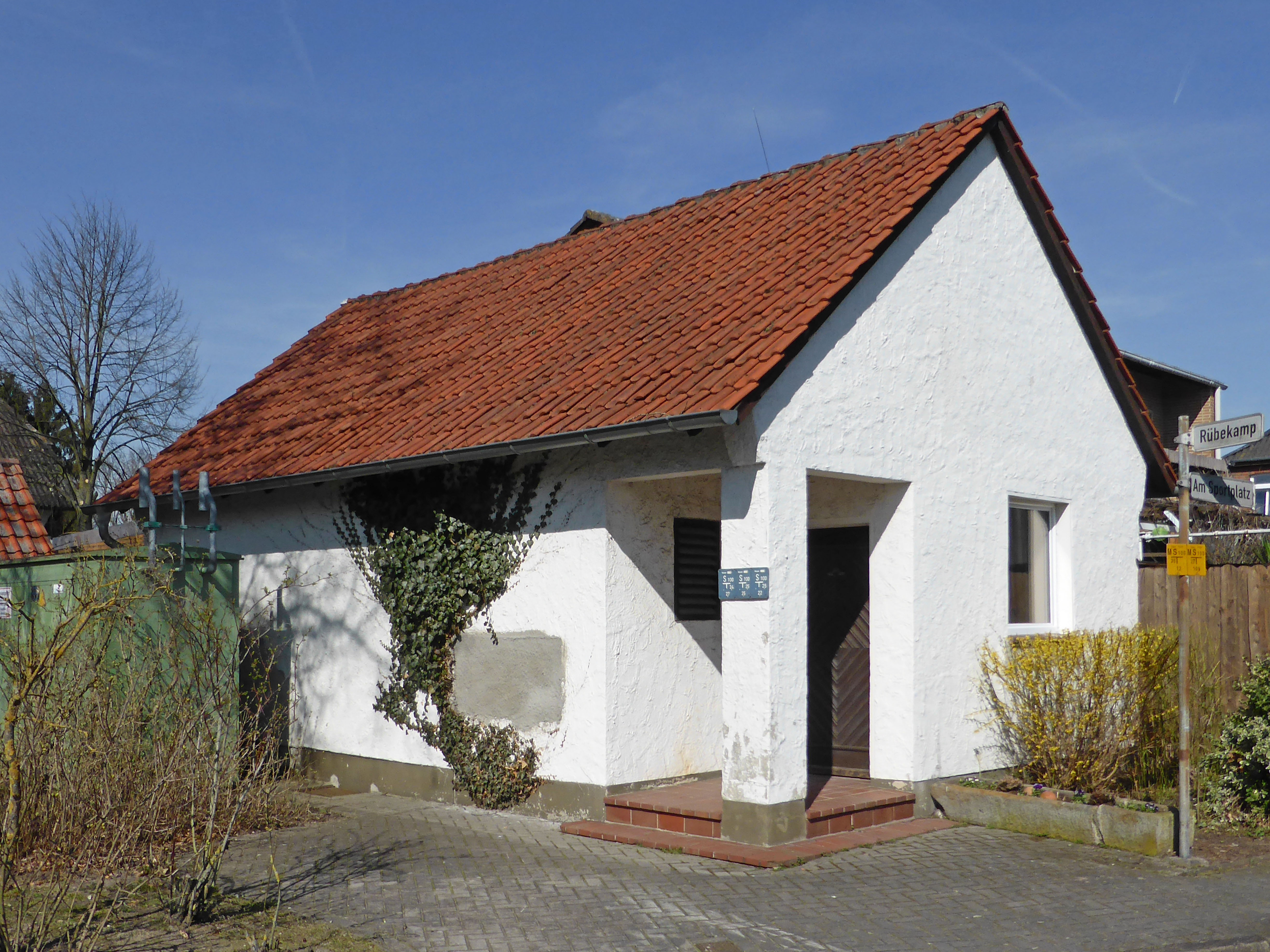
Kalthaus in Hoitlingen

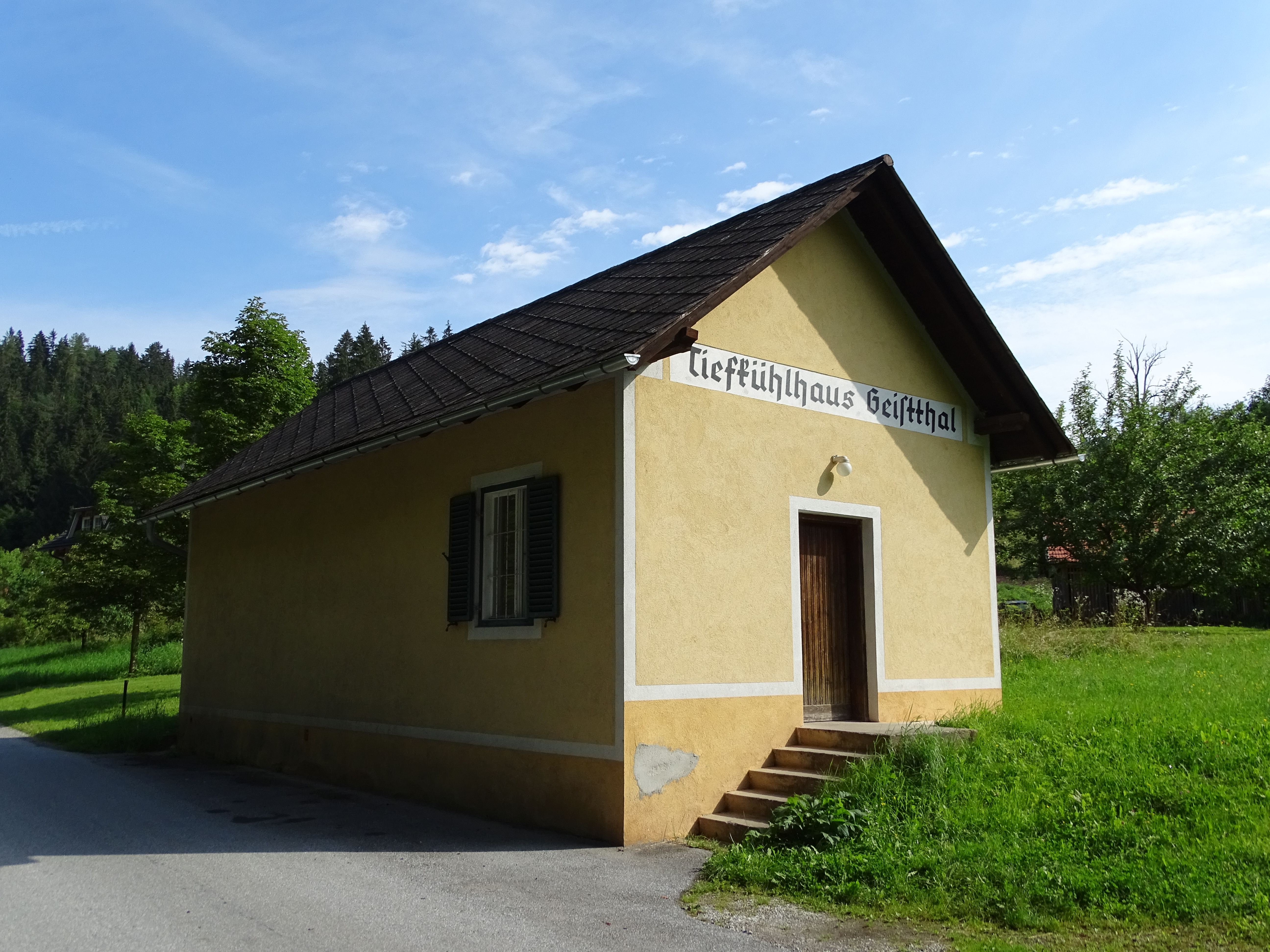
Tiefkühlhaus in Geistthal

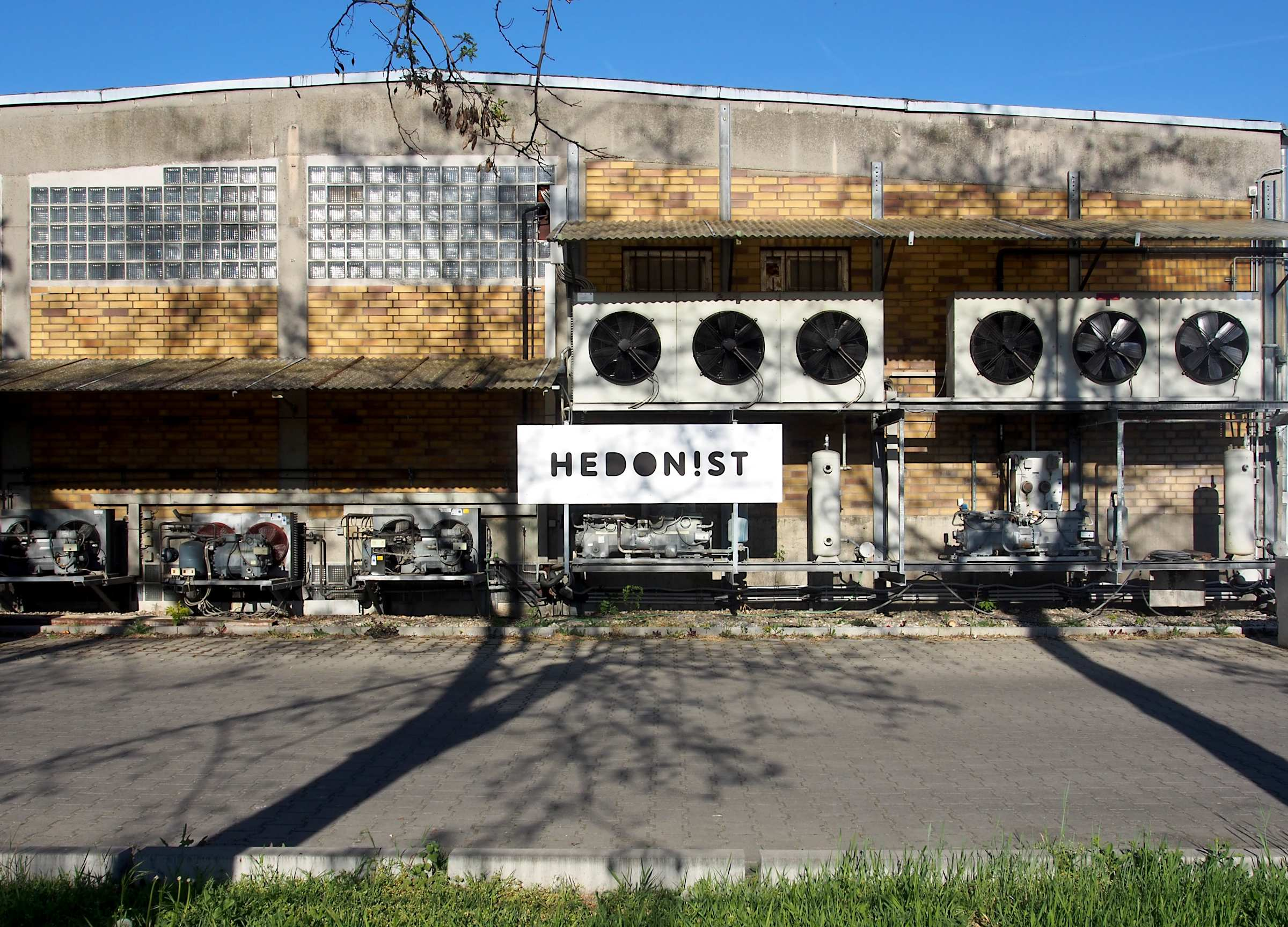
Kühlhaus mit Kühlaggregaten

## Kühlhäuser als Gemeinschaftsinitiative
Kühl- oder Kalthäuser bezeichnen auch die Anlagen als oft kleines Häuschen, die von einer Gefriergemeinschaft zur gemeinsamen Nutzung einer Gefrieranlage mit Vorraum und mehreren Kühlfächern für die Mitglieder der Gemeinschaft, benutzt werden. Sie kamen in den 1950er Jahren insbesondere am Land auf, als Kühlschränke für Privathaushalte noch sehr teuer waren. Heute existieren davon nur noch wenige.
Rechtshistorikerin Anita Ziegerhofer und Ethnologe Helmut Eberhart bearbeiten ab 2020 an der Universität Graz die Geschichte des öffentlichen Kühlhauses in der Steiermark. In Leutschach erfolgte 1951 die Eröffnung des etwa 8 × 20 m plus überdachte Laderampe großen Lager- und Tiefkühlhauses unweit der Brückenwaage. Der Mauergrundriss des kleinen Tiefkühlhauses in Pitschgau (heute zu Eibiswald) hat nur etwa 5 × 6 m. Das Gemeinde- und Tiefkühlhaus in Vordersdorf (heute zu Wies) steht heute (2020)  nicht mehr.
Öffentlich frei zugängliche Kühlschränke werden von Aktivisten um die Plattform foodsharing.at in Graz seit etwa 2013 betrieben. Kooperationspartner stellen – oft in einer Gebäudenische, unter einem Dachvorsprung oder in einem Foyer den Aufstellplatz für einen Fairteiler-Kasten zur Verfügung. Stand 2020 bestehen etwa 12 Fairteiler, etwa 4 davon mit Kühlschrank. Fairteiler gibt es auch in Seiersberg und Feldkirchen bei Graz, letzterer mit Kühl- und Tiefkühlschrank. Grundprinzip ist ehrenamtliches Befüllen mit privaten oder betrieblichen Lebensmittelüberschüssen, eigenverantwortliche, kostenlose Entnahme für jedermann und Reinigung und Instandhaltung durch Aktivisten und Nutzer.